# Khao Luang
Khao Luang (en tailandés, เขาหลวง) es la montaña más elevada del sur de Tailandia, que además da nombre al Parque nacional de Khao Luang. Se encuentra en la provincia de Nakhon Si Thammarat.

## Geografía
La montaña Khao Luang es la cumbre más alta de un macizo de varias colinas con laderas inclinadas. Forma parte de la sierra Nakhon Si Thammarat, una sub-cordillera de los montes Tenasserim.
Geológicamente esta formación montañosa consiste en un núcleo de granito bajo suelos sueltos. En las inclinadas laderas, el suelo que cubre las montañas puede causar corrimientos de tierra cuando el agua lo satura.
Algunos bosques de esta zona fueron destruidos para dejar sitio a las plantaciones de caucho.

## Parque nacional de Khao Luang
El parque nacional de Khao Luang recibe su nombre del monte Khao Luang. El parque es montañoso, y tiene muchos picos altos a lo largo de la cordillera.
Abarca una superficie de 570 km 2 con una gran variedad de vida salvaje y diferentes hábitats, incluyendo montaña, bosque, río y cascadas. La zona también resulta una importante fuente de agua para los pueblos y las granjas que la rodean. El parque proporciona un techo verde a la región de Tailandia meridional y su calidad le hizo obtener en 1999 un premio por ser un lugar de "belleza y naturaleza sobresalientes".
Fue protegido oficialmente como parque nacional el 18 de diciembre de 1974, convirtiéndose en el 8.º parque nacional de Tailandia. La sede del parque está a 30 km de la ciudad de Nakhon Si Thammarat.
Este parque montañoso es cuenca de los ríos Tapee, Pakphanang, Klai y Pakpoon, en Nopphitam.

### Clima
Debido a la ubicación del parque en la península, recibe el monzón tanto del este como del oeste lo que significa que el parte recibe una gran cantidad de lluvia a lo largo del año, y también tiempo frío. Hay dos estaciones principales. La estación de las lluvias de mayo a enero, con las lluvias más intensas entre octubre y diciembre. La temporada cálida es entre febrero y abril. A lo largo del año el parque recibe aproximadamente 3500–4500 mm de lluvia. Las temperaturas más altas van de los 28 °C a los 30 °C y las más bajas, en torno a 15 °C en enero y febrero.

### Flora y fauna
En su parte es un bosque siempre verde, que puede encontrarse en los valles y en barrancos húmedos, así como en las riberas de los ríos, tanto bosques de colinas como montanos. Más de 300 especies de orquídeas se pueden encontrar en el parque. Khao Luang es el único lugar en el mundo donde se pueden encontrar algunas de ellas. Hay no menos de 327 especies de animales viviendo en Khao Luang, y entre ellos está el tapir malayo (muy raro de ver), serau común, el macaco de cola de cerdo, el puercoespín de cola grande asiático, la pantera nebulosa, el muntíaco, el sambar, el manturón, la pantera, el tigre, el jabalí, surili de bandas y langur de anteojos. Entre las especies de aves se encuentran el águila negra, gallo bankiva, argo real, faisán noble, diferentes tipos de cálaos (crestiblanco, crestado, bicorne y de yelmo), así como barbudo multicolor y pájaros sol.

## Ubicaciones de nombre parecido
Hay otras montañas llamadas "Khao Luang" en otros sitios de Tailandia:
- Khao Luang, Hui Yang, provincia de Prachuap Khiri Khan, parque nacional de la casacada de Hui Yang.[3]
- Khao Luang (92 m) y cueva de Khao Luang, Hua Hin.[4]
- Templo de la cueva de Khao Luang cerca de Phetburi.[5]